# Gustavo Lima
Gustavo Augusto Roxo de Lima (Río de Janeiro, Brasil, 13 de julio de 1977) es un deportista portugués que compitió en vela en las clases Laser y Laser Radial.
Ganó tres medallas en el Campeonato Mundial de Laser Radial entre los años 1995 y 1999, y una medalla de oro en el Campeonato Europeo de Laser Radial de 1994. También obtuvo dos medallas en el Campeonato Mundial de Laser, oro en 2003 y plata en 2001, y una medalla de bronce en el Campeonato Europeo de Laser de 2006.
Participó en cinco Juegos Olímpicos de Verano, entre los años 2000 y 2016, ocupando el sexto lugar en Sídney 2000, el quinto en Atenas 2004 y el cuarto en Pekín 2008.

## Palmarés internacional
| Campeonato Mundial | Campeonato Mundial              | Campeonato Mundial | Campeonato Mundial |
| Año                | Lugar                           | Medalla            | Clase              |
| ------------------ | ------------------------------- | ------------------ | ------------------ |
| 1995               | Santa Cruz de Tenerife (España) | Medalla de bronce  | Laser Radial       |
| 1998               | Medemblik (Países Bajos)        | Medalla de oro     | Laser Radial       |
| 1999               | La Rochelle (Francia)           | Medalla de plata   | Laser Radial       |
| Campeonato Europeo |                                 |                    |                    |
| Año                | Lugar                           | Medalla            | Clase              |
| 1994               | Isla Hayling (Reino Unido)      | Medalla de oro     | Laser Radial       |

| Campeonato Mundial | Campeonato Mundial | Campeonato Mundial | Campeonato Mundial |
| Año                | Lugar              | Medalla            | Clase              |
| ------------------ | ------------------ | ------------------ | ------------------ |
| 2001               | Cork (Irlanda)     | Medalla de plata   | Laser              |
| 2003               | Cádiz (España)     | Medalla de oro     | Laser              |
| Campeonato Europeo |                    |                    |                    |
| Año                | Lugar              | Medalla            | Clase              |
| 2006               | Gdynia (Polonia)   | Medalla de bronce  | Laser              |